# 한국FM
한국FM은 경상북도 대구시에 위치했던 FM 라디오 방송국이었다.
한국FM은 1971년에 개국했으며, 개국 당시부터 동양방송과 업무협정을 체결하여 당시 동양방송의 FM 라디오 방송 중 유일한 네트워크 방송사였다. 호출부호는 HLCB, 초단파 89.7MHz의 주파수로 방송되었다. 이후 1980년 언론통폐합으로 인해 동양방송이 한국방송공사에 합병되어 한국FM 폐국 직후 최종적으로 KBS대구방송총국에 인수 합병되어 KBS 대구 FM의 주파수로 변경되었다. 이후 KBS 대구 FM 라디오 방송 편성은 한국방송공사 본사 송출 기준, KBS 1FM과 2FM 간의 혼합 릴레이 편성이 개시됐다. 또한 한국FM의 약칭은 BBC-FM이었다.

## 같이 보기
- 동양방송
- 한국방송공사
- KBS대구방송총국
- 전일방송
- 서해방송